# Pacijan
Pacijan ist eine philippinische Insel und liegt in der Camotes-See zwischen den philippinischen Hauptinseln Cebu und Leyte, im Süden befindet sich Bohol. 
Die Insel ist 61,4 km² groß und misst ungefähr 18 km in Nord-Süd-Richtung sowie 15 km in Ost-West-Richtung. Sie gehört zur Stadtgemeinde (bayan oder municipality) San Francisco. 
Pacijan gehört mit Poro, Ponson und Talong (alias Tulang) zu den Camotes-Inseln. Das kleine Inselchen Talong liegt im Norden. Mit der benachbarten Insel Poro direkt im Osten war sie bereits vor über 100 Jahren mit einer Brücke verbunden, heute trennt nur noch ein schmaler Meeresarm die beiden Inseln. Hier befindet sich der Hauptort San Francisco.
Im Norden der Insel befindet sich der fünf Kilometer lange Danao-See, in dem selbst zwei kleine Inseln liegen und an dessen Ufer zwei Parks angelegt sind. Es gibt mehrere Strände: Santiago Bay im Südosten, Bakhaw bei Esperanza und Mangodlong bei Himensulan mit einer vorgelagerten Koralleninsel.